# Megalocephalus
Megalocephalus is een geslacht van uitgestorven temnospondyle amfibieën uit de familie Loxommatidae. Het geslacht kwam voor in het Laat-Carboon. Fossielen zijn gevonden in China en Noord-Amerika. De normale lengte van het lichaam bedroeg circa twee meter, de schedel van M. pachycephalus circa twintig centimeter. Het geslacht kent twee soorten.

## Geschiedenis

### Megalocephalus pachycephalus
Megalocephalus pachycephalus is een van de meest voorkomende grote amfibieën uit het Carboon van Groot-Brittannië en is bekend van verschillende vindplaatsen in Engeland, Schotland en Ierland. De eerste bekende fossielen van het geslacht waren schedelfragmenten die bij hun ontdekking in 1864 ten onrechte werden toegeschreven aan de kaakbotten van Rhizodus. Deze fragmenten, en vele latere ontdekkingen, werden teruggevonden in een steengroeve nabij Newsham, Northumberland. Andere Megalocephalus-fossielen die in de jaren 1860 werden gevonden, waren verwezen naar andere grote amfibieën, namelijk Pteroplax en Anthracosaurus. Twee goed bewaarde schedels en bijbehorende kaakbotten werden gevonden in Newsham in 1870 en 1871, hoewel deze ook ten onrechte werden verwezen naar het reeds bestaande geslacht Loxomma. In 1873 noemde Thomas P. Barkas een paar nieuwe geslachten voor nog twee Newsham-schedels. De ene werd beschreven als een verondersteld nieuw reptiel, Orthosaurus pachycephalus, terwijl de andere de naam Megalocephalus macromma kreeg.
Megalocephalus-fossielen werden de komende decennia nog steeds verzameld, hoewel de meeste aanvankelijk naar Loxomma werden verwezen. Orthosaurus werd in 1926 door DMS Watson hersteld als een apart geslacht van loxommatide amfibieën. Later werd echter vastgesteld dat het een veelgebruikte naam was, en de naam Orthosauriscus pachycephalus werd uitgevonden en gebruikt voor de rest van het begin van de 20e eeuw. In 1947 besloot Alfred Romer om Orthosauriscus pachycephalus te hernoemen naar Megalocephalus brevicornis, waarbij hij het geslacht van Barkas uit 1873 combineerde met Pteroplax brevicornis, een soort genoemd naar Megalocephalus-fossielen in 1870. De fossielen van Pteroplax brevicornis waren echter slecht beschreven en waarschijnlijk vernietigd door een brand in 1909, dus weinig latere paleontologen gebruiken de combinatie van Romer. De moderne combinatie Megalocephalus pachycephalus werd gepopulariseerd door Eileen H. Beamont's herbeschrijving in 1977 van beschikbare loxommatide fossielen.

### Megalocephalus lineolatus
De tweede schijnbaar geldige soort in het geslacht is Megalocephalus lineolatus. Deze soort komt uit de fossielhoudende kolenmijn van Linton, Ohio, en werd oorspronkelijk benoemd door Edward Drinker Cope in 1877. In de jaren 1920 plaatste Watson de soort in Orthosaurus, gebaseerd op zowel Cope's exemplaren als nieuwe loxommatide fossielen van Linton. Romer verwees al het loxommatide materiaal van Lynton naar Macrerpeton huxleyi. Uit later onderzoek bleek echter dat Romers opvatting van Macrerpeton chimeer was, inclusief een edopoïde temnospondyl (Macrerpeton), een loxommatide (verwezen naar Baphetes) en mogelijk nog enkele andere soorten loxommatiden. Een andere in 1957 beschreven schedel toonde aan dat Leptophractus lineolatus een soort Megalocephalus was, aangezien het verschillende diagnostische kenmerken van het geslacht vertoonde.

## Beschrijving

### Schedel
Het is alleen bekend van zijn schedel, zoals de meeste andere baphetiden. De schedel van Megalocephalus was dertig centimeter lang. De tanden waren lang en puntig. Baphetiden hadden een kleine verlenging van hun oogkassen, waarvan het huidige gebruik niet zeker is. Er is gesuggereerd dat de verlenging plaats bood aan een zoutklier om overtollig zout kwijt te raken, of een extra gebied voor kaakspieraanhechtingen, om een hardere bijtkracht mogelijk te maken.
Net als Kyrinion is het traanbeen uitgesloten van de neusgaten en heeft het dentarium grote hoektanden. Een fylogenetische analyse uit 2009 suggereert dat Megalocephalus parafyletisch is ten opzichte van Kyrinion, met Megalocephalus pachycephalus dichter bij Kyrinion martilli dan bij Megalocephalus lineolatus. Evenzo vormt Loxomma een parafyletische voorouder van Megalocephalus.

## Soorten

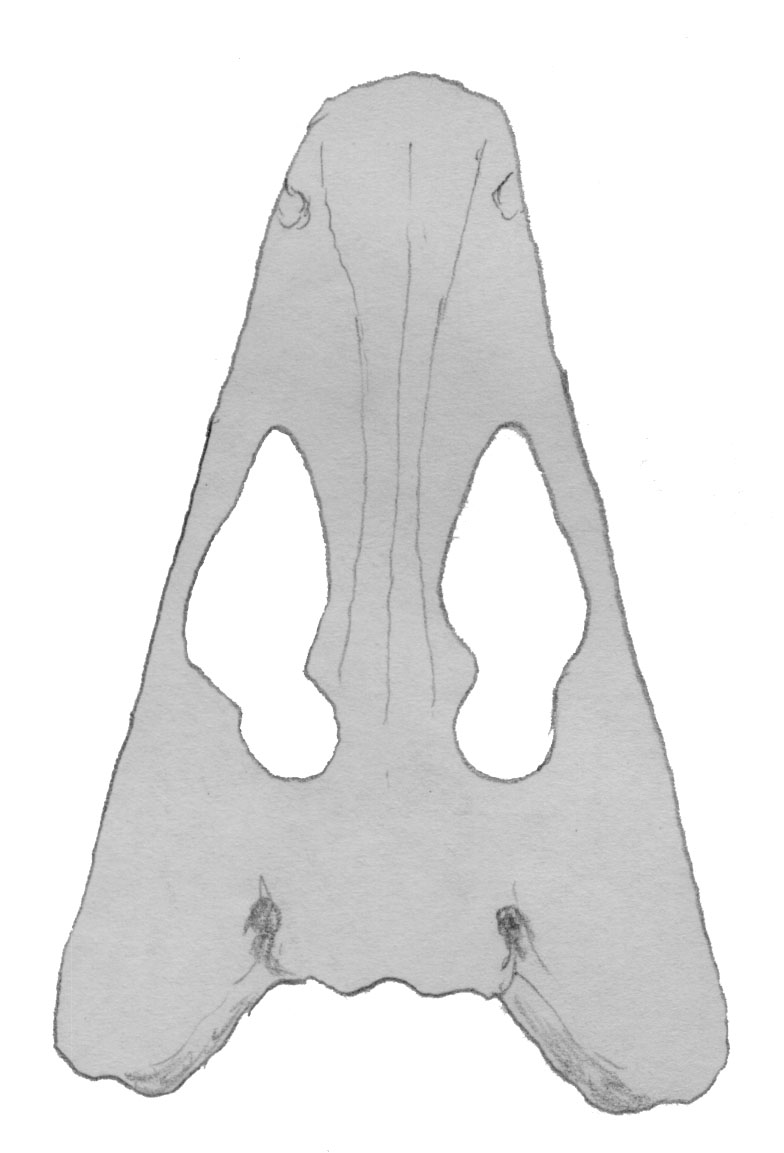
Megalocephalus schedel

- †Megalocephalus pachycephalus[2]
- †Megalocephalus lineolatus[3]